# Юлалы
Юлалы (баш. Юлалы) — упразднённая в 1968 году деревня Баймакского горсовета Баймакского района Башкирской АССР. Ныне урочище на территории Семёновского сельсовета Баймакского района Республики Башкортостан Российской Федерации.

## География
Находился у реки Юлалы (приток Таналыка).

## История
Населённый пункт возник при золотоносном руднике в начале XX века.
В 1968 г. упразднён.

### Административно-территориальная принадлежность
- Декабрь 1917 г. — 20 марта 1919 г. рудник Юлалы в составе Бурзян-Таналыкской волости Бурзян-Тангауровского кантона Малой Башкирии
- 20 марта 1919 г. — 14 июня 1922 г. — в составе Бурзяно-Таналыкской волости Бурзян-Тангауровского кантона Автономной Советской Башкирской Республики
- 14 июня 1922 г. — 5 октября 1922 г. — в составе Бахтигареевского сельсовета Бурзяно-Таналыкской волости Бурзян-Тангауровского кантона БАССР
- 5 октября 1922 г. — 30 октября 1923 г. — в составе Бахтигареевского сельсовета Бурзяно-Таналыкской волости Зилаирского кантона
- 30 октября 1923 г. — 20 августа 1930 г. — в составе Баймурзинского сельсовета Таналыкской волости Зилаирского кантона БАССР
- 20 августа 1930 г. — 20 сентября 1933 г. — в составе Баймакского поселкового совета Баймак-Таналыкского района БАССР
- 20 сентября 1933 г. — 1938 г. — в составе Баймакского поселкового совета Баймакского района БАССР
- 1938—1968 гг. — в составе Баймакского горсовета Баймакского района БАССР.

## Население
В 1917 г. в руднике Юлалинский проживали 261 человек в 32 дворах, в 1925 г. — 2 двора, в 1929 г. — 143 человек в 47 дворах, в 1925 г. в деревне Юлалы — 50 человек в 10 дворах, в 1926 г. — 53 человек в 14 дворах, в 1928 г. — 57 человек в 17 дворах, в 1929 г. — 57 человек в 13 дворах, в 1930 г. — 71 душ в 14 дворах, в 1939 г. — 1540 человек (761 м.п. и 779 ж.п.), в 1940 г. — 1560 человек, в 1961 г. — 27 человек.

## Известные уроженцы, жители
- Мухамет Рамазанович Идрисов (18 февраля 1920 — 4 февраля 2012) — советский башкирский танцовщик. Заслуженный артист РСФСР (1955). Трудовую деятельность начал в 1939 г. на руднике Юлалы.